# Barcar
Barcar war eine britische Automobilmarke, die 1904–1906 von den Phoenix Motor Works in Southport (Lancashire) gebaut wurde.
Der Barcar besaß einen Dreizylinder-Reihenmotor. Er entstand in der gleichen Fabrik wie die Fabrikate Phoenix und Hudlass.

## Quelle
- David Culshaw & Peter Horrobin: The Complete Catalogue of British Cars 1895–1975. Veloce Publishing plc. Dorchester (1997). ISBN 1-874105-93-6